# فتيان القرن 20
فتيان القرن 20 (باليابانية: 20世紀少年، بالروماجي: Nijūseiki Shōnen) تلفظ (نيجوسيكي شونين) هي سلسلة مانغا يابانية من تأليف ناوكي أوراساوا. نشرت من قبل شوغاكوكان، في مجلة بيغ كوميك سبيرايتس، من عام 1999 إلى 2006، وتكونت من 22 مجلد تانكوبون. وفي 19 يناير عام 2007، تم نشر مجلدين آخرين.

## القصة
في 1969 الأطفال كينجي، اوتشو، يوشيتسوني ومارو بنو قاعدة سرية في الحقل ليجتمعوا فيها ويتبادلوا المانغا والمجلات الاباحية المسروقة سوية ويستمعوا إلى الراديو. احتفالا بهذه المناسبة رسم اوتشو شعارا للقاعدة السرية لتمثل صداقتهم. ومن ثم انضمت يوكيجي ودونكي إلى عصابتهم. تخيل الأطفال سيناريو للمستقبل حين يقوم الاوغاد بتدمير العالم. وكيف سيقف الأطفال بوجههم للقتال، كل السيناريو والحكاية مكتوبة في كتاب بعنوان كتاب النبوءة (باليابانية: よげんの書 يوجين نو شو). في عام 1990 حين صار كينجي عاملا في متجر ويعتني بابنة اخته كانّا، بدأ السيناريو في كتاب النبوءة بالتحقق.

## وصلات خارجية
- فتيان القرن 20 على موقع ANN manga (الإنجليزية)